# The Game - Nessuna regola
The Game - Nessuna regola (The Game) è un film del 1997 diretto da David Fincher.
La pellicola è interpretata da Michael Douglas, Sean Penn, Deborah Kara Unger, James Rebhorn, Peter Donat, Carroll Baker e Armin Mueller-Stahl.

## Trama
Nicholas Van Orton è un ricco uomo d'affari di San Francisco, divorziato e ossessionato dal ricordo del padre, morto suicida buttandosi dal tetto di casa quando Nicholas era ancora un ragazzo. In occasione del suo quarantottesimo compleanno gli viene regalata, dal fratello Conrad, una tessera per iscriversi a un esclusivo club di giochi di ruolo, chiamato Consumer Recreation Services (CRS) allo scopo di movimentare la sua noiosa e monotona vita. 
Nicholas s'iscrive senza troppo entusiasmo: affronta una serie di esami psicologici e fisici, ma la sua domanda viene apparentemente respinta. Dal momento in cui il gioco inizia, le regole della vita di Nicholas si sovvertono fino a diventare un incubo, ed egli viene indotto a ritenere che la sua credibilità, la sua attività, la reputazione, i beni economici e la sua stessa vita, siano messe a rischio proprio dalla CRS.
Christine, una cameriera del ristorante esclusivo dove suole recarsi Nicholas, si rivela un personaggio chiave e capace di tirarselo dietro in situazioni pericolose. Dopo un aspro litigio con il fratello Conrad, che gli rivela di essere anch’egli vittima della CRS e che lo accusa di essere uno di loro per poi fuggire, Nicholas chiama un taxi. Il tassista, però, anch’egli un collaboratore della CRS, lancia l’auto a tutta velocità verso un pontile e si getta fuori. L’auto finisce in mare, ma Nicholas riesce a salvarsi. Decide così di rivolgersi alla Polizia, ma gli agenti, chiamati nell’edificio dove dovrebbe essere la sede della CRS, trovano gli uffici vuoti e fanno chiaramente capire a Nicholas che non c'è movente perché vogliano ucciderlo, essendo stato egli stesso a ingaggiarli. 
Nicholas si reca a casa di Christine e questa gli dice di essere una vittima della CRS, esattamente come il fratello Conrad. A causa di uno scatto d'ira di Nicholas, la casa di Chistine viene letteralmente crivellata di colpi da un commando della CRS, ma i due riescono a fuggire in auto.
Durante il tragitto verso un cottage di montagna, Christine rivela a Nicholas che la CRS gli ha prosciugato i conti e che ora la CRS lo vuole morto. Ormai nel panico, Nicholas contatta la banca europea che gli conferma che il suo saldo è zero. Senza accorgersene, Nicholas, ha fornito a Christine il codice d'accesso ai suoi conti. Lo comprenderà al cottage dove era diretto, e dove Christine lo droga con un sedativo. 
Nicholas si sveglia all'improvviso in una bara di assi di legno inchiodate, in una cappella di un cimitero in Messico. Per rientrare in USA, vende il suo orologio, un ricordo di famiglia. A San Francisco scopre che la sua villa è stata pignorata e molti dei suoi beni rimossi. Per maggior sicurezza, decide di portare con sé una pistola che teneva nascosta in un nascondiglio segreto certo che, almeno quella, non possa esser stata scoperta e manomessa, e telefona per chiedere aiuto alla sua ex moglie, Elizabeth. Mentre parla con lei, si scusa per averla trascurata e scopre che Jim Feingold, il dipendente della CRS che aveva condotto il suo test psicologico, è un attore che lavora nella pubblicità televisiva.
Nicholas lo rintraccia e, minacciandolo con la pistola, lo costringe a portarlo alla CRS. Qui ritrova Christine, che Nicholas prende in ostaggio alla mensa aziendale, causando una sparatoria delle guardie della CRS. I due arrivano sul tetto dell'edificio e l'uomo sbarra in fretta la porta; quando le guardie tentano di sfondarla, Nicholas punta la pistola verso la porta. 
All'improvviso Christine chiede a Nicholas notizie di quella pistola, dicendo di non averla mai vista e ammettendo che doveva essere sfuggita alla perquisizione della CRS. Terrorizzata gli confessa che tutto ciò non è altro che uno scherzo, che è soltanto lo svolgere del gioco e che oltre la porta ci sono degli amici pronti solo a festeggiarlo per il suo compleanno. Nicholas non sa più che cosa pensare: tutti gli inganni e i raggiri dell'ultimo periodo lo fanno dubitare della donna e, appena la porta si apre, Nicholas spara alla prima persona che emerge: è il fratello Conrad con in mano una bottiglia di champagne, circondato da amici. Disperato, Nicholas si butta dal tetto, proprio come fece suo padre.
Mentre cade, Nicholas rivede tutta la sua vita passargli davanti agli occhi. Cadendo, sfonda una vetrata e atterra su un gigantesco airbag con accanto dei medici che lo soccorrono. Conrad è vivo e vegeto, la vetrata era di scena e gli amici stavano attendendo "il suo arrivo" per i festeggiamenti di compleanno. I due fratelli si abbracciano e Conrad rivela di aver avviato il costosissimo gioco per far sì che suo fratello imparasse a giudicare meno severamente il prossimo e che si godesse la vita, ammettendo i suoi errori, per evitare che facesse la stessa fine del padre. Nicholas si commuove e si rilassa, finalmente tranquillizzato dalla terribile esperienza che ha vissuto. 
A fine serata, Nicholas chiede a Conrad dove sia Christine e lui risponde che sta per partire. Nicholas la raggiunge al taxi diretto all’aeroporto. Christine, che in realtà si chiama Claire, sta partendo per l'Australia per il suo lavoro di attrice. Nicholas le chiede di poter cenare insieme al suo ritorno e, salendo in taxi, Claire gli propone di prendere un caffè insieme all’aeroporto prima che lei parta.

## Produzione

### Sviluppo
Il film era originariamente uno spec script scritto da John Brancato e Michael Ferris nel 1991. Questo venne venduto nello stesso anno alla Metro-Goldwyn-Mayer, ma il progetto venne messo in una fase incerta di pre-produzione per poi essere, infine, preso in carico da Propaganda Films. La regia del progetto venne assegnata a Jonathan Mostow, mentre i ruoli principali affidati a Kyle MacLachlan e Bridget Fonda.
L'inizio delle riprese vennero in un primo momento programmate per il mese di febbraio 1993, ma agli inizi del 1992, il progetto venne spostato alla PolyGram Filmed Entertainment, e Mostow lasciò l'incarico da regista per rimanere all'interno del progetto come produttore esecutivo.
Il produttore Steve Golin comprò la sceneggiatura dalla MGM e lo diede a David Fincher, con la speranza che lui volesse curarne la regia.
A Fincher piacque la storia ricca di colpi di scena, ma inserì nel progetto Andrew Kevin Walker, che lavorò con lui durante la produzione di Seven, per rendere il personaggio principale di Nicholas più cinico. Fincher e Walker passarono sei settimane ad apportare modifiche alla sceneggiatura per cambiarne il tono e cercare di far funzionare meglio la storia. Secondo Fincher, il personaggio di Michael Douglas in The Game - Nessuna Regola è una sorta di “Ebenezer Scrooge affascinante ritrovatosi in una situazione alla Mission: Impossible”.
Fincher ha dichiarato che questo film parla di “perdita di controllo. Lo scopo di The Game è prendere la vostra più grande paura, sbattervela in faccia e dirvi: 'Ecco, sei ancora vivo. Va tutto bene'”.
Altre correzioni vennero fatte alla sceneggiatura, tra cui l'eliminazione di una scena nel finale dove Nicholas uccide Christine per poi suicidarsi, in quanto per Fincher non aveva alcun senso.
Nel 1996 Larry Gross e Andrew Kevin Walker hanno apportato ulteriori modifiche alla sceneggiatura finale.

### Casting
David Fincher aveva intenzione di girare The Game - Nessuna Regola prima di Seven, ma, quando Brad Pitt divenne disponibile per girarlo, quest'ultimo divenne la priorità assoluta tra i suoi progetti. Il successo di Seven aiutò i produttori di The Game - Nessuna Regola a ottenere il budget più ampio che desideravano. Successivamente hanno avvicinato Michael Douglas per offrirgli il ruolo da protagonista. Douglas, però, inizialmente fu titubante, in quanto era preoccupato dal fatto che la PolyGram non era una casa di distribuzione abbastanza grande per il posizionamento commerciale del film. Tuttavia, una volta entrato nel progetto, la presenza di Douglas aiutò la produzione del film.
Al Festival di Cannes del 1996, PolyGram annunciò che Jodie Foster sarebbe stata la co-protagonista del film affiancando Douglas. Tuttavia, Fincher si sentiva a disagio a inserire un'attrice cosi importante e di spessore in un ruolo secondario. Dopo averne parlato con lei, Fincher considerò l'opportunità di trasformare il personaggio di Conrad nella figlia di Nicholas in maniera tale da poterne affidare il ruolo alla Foster. Questa idea non piacque a Douglas che chiese allora di trasformare il personaggio della Foster in sua sorella; richiesta che l'attrice trovò singolare visto la differenza di quasi 20 anni di età fra i due.
Viste le divergenze creative e l'impegno nelle riprese del film Contact di Robert Zemeckis, Foster decise alla fine di non prendere parte al film. Una volta che lei ebbe lasciato la produzione, il ruolo di Conrad venne offerto a Jeff Bridges che rifiutò, per poi passare infine a Sean Penn. In seguito, la Foster dichiarò che lei e la PolyGram avevano concordato verbalmente che sarebbe apparsa nel film, e, quando ciò non avvenne, lei intentò una causa da 54,5 milioni di dollari contro la società. Per il ruolo di Christine venne scelta Deborah Kara Unger, di cui è singolare ricordare come è stata scelta. Il suo provino, infatti, consisteva in una scena di sesso di due minuti che l'attrice aveva girato per il film Crash di David Cronenberg. Saputo ciò, Douglas credeva fosse uno scherzo, ma poi, quando lui e Fincher l'hanno incontrata di persona, rimasero colpiti dalla sua recitazione sul set.

### Riprese
Le riprese del film si svolsero dal 13 agosto 1996 al 7 gennaio 1997.
Le riprese principali vennero fatte a San Francisco, nonostante le pressioni dello studio di produzione di filmare a Los Angeles, in quanto più economica. Fincher considerò anche l'eventualità di filmare a Chicago o Seattle, ma la prima non aveva ville nelle vicinanze e la seconda non aveva un distretto finanziario adeguato. La sceneggiatura venne scritta ispirandosi a San Francisco, apprezzando, in particolare, l'atmosfera da “vecchia Wall Street” del distretto finanziario. Quella area della città, però, era molto affollata e quindi difficilmente percorribile; la produzione decise così di girare durante i week-end per avere più libertà di movimento. Tra le location utilizzate per le riprese ci sono il Golden Gate Park, il Presidio di San Francisco e la storica Filoli Mansion, che si trova a 40 km a sud di San Francisco, più precisamente a Woodside in California, che funge come villa di Nicholas Van Orton.
Per lo stile visivo e per rappresentare l'agiatezza economica della vita del protagonista Nicholas Von Orton, Fincher e il direttore della fotografia Harris Savides volevano creare a una sensazione di ricchezza ed elasticità, traendo ispirazione da film come Il padrino, che presentava luoghi accattivanti, ma allo stesso tempo inquietanti. Una volta che Nicholas lascia il suo mondo protetto, Fincher e Savides lasciano sovraesporre le luci fluorescenti e le insegne al neon, in modo che “le cose risultino più selvagge là fuori nel mondo reale”. Per The Game - Nessuna Regola, Fincher utilizzò un processo di stampa della pellicola ideata dalla Techicolor, chiamata ENR, che dava alle sequenze girate di notte più fluidità.
La scena in cui il taxi, dove si trova Nicholas, piomba all'interno del San Francisco Bay è stata girata vicino all'Embarcadero. I primi piani in cui Douglas è intrappolato sui sedili posteriori del taxi sono girati, invece, all'interno di un set del Sony Pictures Studios, in una grossa vasca ricolma d'acqua. L'attore si trovava all'interno di un compartimento a tenuta stagna, progettato per assomigliare ai sedili posteriori di un taxi, con tre telecamere che riprendevano la scena.
Le riprese principali sono state girate in circa 100 giorni, con la maggior parte delle scene girate in orari notturni.

## Distribuzione
Il film è stato distribuito in Nord America il 12 settembre 1997.

## Accoglienza

### Incassi
Il film ha ottenuto 14337029 $ nel weekend di apertura. A fronte di un budget di 50 milioni di dollari, la pellicola ha incassato 48323648 $ in Nord America e 61100000 $ nel resto del mondo, per un totale di 109423648 $.

### Critica
Il film ha ricevuto recensioni positive da parte della critica. Sull'aggregatore di recensioni Rotten Tomatoes ha un indice di gradimento del 77% basato su 66 recensioni, con un voto medio di 7,4 su 10. Su Metacritic ottiene un punteggio di 63 su 100 basato su 19 recensioni.

## Riconoscimenti
- 1998 - Saturn Award
  - Candidatura per il miglior film d'azione/di avventura/thriller